# Curtara longula
Curtara longula är en insektsart som beskrevs av Delong 1983. Curtara longula ingår i släktet Curtara och familjen dvärgstritar. Inga underarter finns listade i Catalogue of Life.